# Armand Augustin Louis de Caulaincourt
Armand-Augustin-Louis, Marquês de Caulaincourt, Duque de Vicenza (Caulaincourt, 9 de dezembro de 1773 – Paris, 19 de fevereiro de 1827) foi um oficial do exército francês, além de diplomata e um dos principais conselheiros do imperador Napoleão Bonaparte.

## Começo
Armand de Caulaincourt foi o filho mais velho de Louis Gabriel, o marquês de Caulaincourt, um nobre e general do exército francês. Nascido em Caulaincourt, Aisne, na região norte francesa da Picardia, ele seguiu os passos do pai e se alistou aos 15 anos.

## Carreira militar
No começo das guerras revolucionárias francesas, em 1792, Caulaincourt já havia sido promovido ao posto de capitão e servia no estado-maior do seu tio, Harville.  Sua linhagem nobre causou certo desconforto com a liderança revolucionária, o que levou Caulaincourt a se alistar na Guarda Nacional em Paris como um soldado comum. Mesmo assim, foi denunciado como um aristocrata e preso. Ele fugiu da cadeia e retornou para o exército. Em três anos, ele ganhou novamente sua velha patente, servindo o general Lazare Hoche. Ele então foi promovido a patente de coronel no Exército do Reno. Em 1801, Caulaincourt já havia participado de treze campanhas militares e havia sido ferido duas vezes.

## Carreira diplomática
Caulaincourt era fluente em várias línguas, incluindo russo. Após a assinatura do Tratado de Lunéville em 1801, ele foi enviado a São Petersburgo pelo Primeiro-cônsul Napoleão Bonaparte. Sua primeira missão foi investigar a influência britânica na corte real russa. Quando retornou, se tornou ajudante de campo de Napoleão.
Em 1804, Caulaincourt foi enviado por Napoleão para ir além do Reno para capturar agentes ingleses em Baden. Ele então, a mando de Bonaparte, ordenou a captura de Louis Antoine de Bourbon, o Duque d’Enghien. Em Paris, Louis Antoine foi julgado e condenado a morte por um tribunal militar. Caulaincourt, um aristocrata, recebeu ordens de dar a notícia da execução do duque para os outros aristocratas. Segundo informações, ele teria chorado ao saber da morte de Bourbon. Os apoiadores da velha monarquia, contudo, culparam Caulaincourt e questionaram sua integridade e honra. Depois deste evento, ele começou a ter uma visão diferente de Napoleão. Ele passou então a tratar seu líder ainda com cortesia, mas com uma honestidade e franqueza maior do que a dos demais ajudantes. No mesmo ano, Napoleão foi coroado imperador dos franceses.
Desde a nomeação de Napoleão Bonaparte para ocupar a coroa, Caulaincourt recebeu várias honras e trabalhos. Em 1808 recebeu o título de Duque de Vicenza. No ano anterior, ele tinha sido apontado novamente como embaixador em São Petersburgo, Rússia, onde ele supervisionou a implementação do Tratados de Tilsit, que firmava a paz entre o Império Francês e o Russo. Durante este período, ele forjou uma boa amizade com o então Czar russo, Alexandre I. Ele até tentou montar um casamento entre Napoleão e uma das irmãs do imperador da Rússia, mas não conseguiu. Em 1811, com a paz entre as duas nações se deteriorando, Napoleão mandou Caulaincourt retornar a França, dizendo ao Czar que o duque estava retornando devido a "problemas de saúde".

### Campanha russa
Em 1812, Caulaincourt aconselhou Napoleão a não prosseguir com os planos de invadir a Rússia, mas não conseguiu dissuadir o imperador. Ele então acompanhou Napoleão como Grand Ecuyer, ou Oficial de Cavalos, onde uma de suas responsabilidades era cuidar dos cavalos do imperador, e cuidar dos despachos e ordenanças. Durante toda a campanha ele permaneceu ao lado do seu monarca. Durante a Batalha de Borodino, o irmão de Caulaincourt, o major-general Auguste-Jean-Gabriel de Caulaincourt, foi morto em ação.
Após Moscou ter sido conquistada, Caulaincourt alertou Napoleão da dureza e dos perigos do inverno russo. O imperador então se dispôs a manda-lo para São Petersburgo novamente para tentar negociar algum tipo de armistício mas ele se recusou, dizendo que o Czar russo não negociaria enquanto tropas francesas estivessem ocupando a capital do país. Durante a retirada de volta à Europa ocidental, em dezembro de 1812, Caulaincourt notou a desintegração do exército e implorou para Napoleão retornar a França o mais rápido possível para estabilizar a situação no país e no continente. O imperador seguiu seu conselho.

### Retorno a França
Após a desastrada retirada francesa da Rússia, ao fim de 1812, ele foi nomeado "Grande Mestre do Palácio" e foi encarregado dos deveres diplomáticos em nome do imperador. Caulaincourt assinou o armistício de Pleswitz, em junho de 1813, que suspendeu, por um período de sete semanas, as hostilidades entre a França, a Prússia e a Rússia. Ele então representou o seu país no congresso de Praga, em agosto de 1813. Ao fim da guerra da sexta Coalizão, em 1814, ele também esteve presente durante a assinatura do Tratado de Fontainebleau, em abril. Este acordo exilou Napoleão na Ilha de Elba, forçando sua abdicação do trono. É creditada a Caulaincourt a ideia do exílio que, graças a sua amizade com o imperador Alexandre I, permitiu que Napoleão mantivesse seu título e soberania sobre a pequena ilha para onde foi mandado.
Durante a primeira restauração Bourbon, Caulaincourt se aposentou e permaneceu na obscuridade.
Quando Napoleão escapou de Elba em fevereiro de 1815 e retomou seu trono, Caulaincourt foi escolhido pelo imperador para ser seu ministro das relações exteriores. Ele tentou então persuadir a Europa a não atacar e que Bonaparte tinha apenas intensões pacíficas. Contudo, uma nova Coalizão de países europeus se levantou e atacou a França com o propósito de depor Napoleão do trono de uma vez por todas. O imperador francês conseguiu governar o país por apenas Cem Dias, culminando na desastrosa batalha de Waterloo.
Após a segunda queda de Napoleão do poder, Caulaincourt foi ameaçado de prisão e execução durante um período que ficou conhecido como o "Segundo Terror Branco", na segunda restauração Bourbon, mas ele escapou de ser processado por traição devido a intervenção do Czar Alexandre I.

## Últimos anos

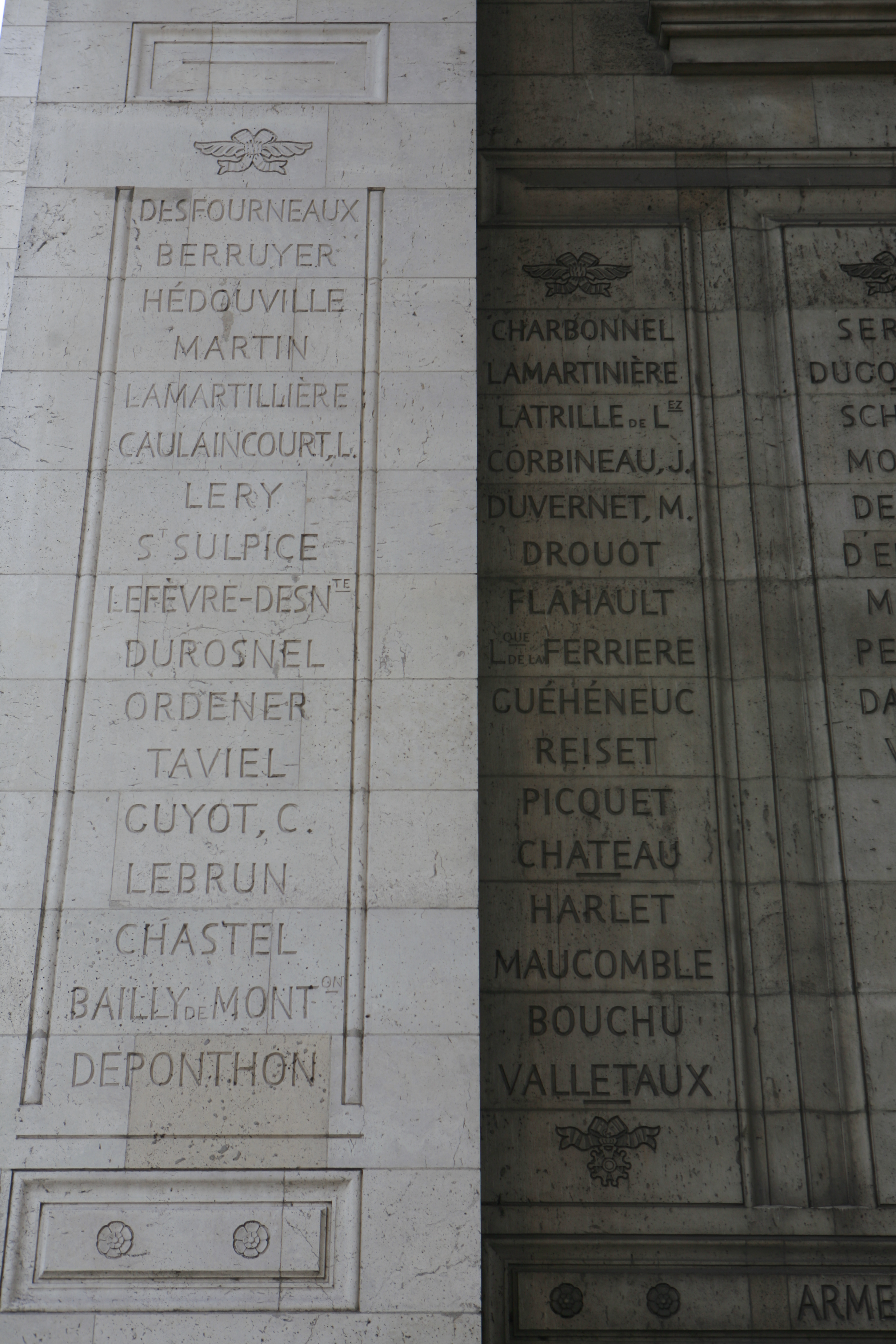
O pilar oeste do Arco do Triunfo. O nome de Caulaincourt é o terceiro, de cima para baixo.

Caulaincourt passou o resto da vida em Paris. Durante o reinado de Napoleão, ele foi um dos conselheiros mais fiéis e leais do imperador. Seu nome está gravado no monumento do Arc de Triomphe e há uma rua em Paris com seu nome. Seu filho mais velho serviu como senador durante o governo de Napoleão III.
Caulaincourt morreu em Paris, em 1827, aos 53 anos de idade, devido a um câncer no estômago.